# Алисовка (Близнюковский район)
А́лисовка либо Алисово (укр. А́лісівка) — село, Алисовский сельский совет, Близнюковский район, Харьковская область.
Код КОАТУУ — 6320680301. Население по переписи 2001 г. составляло 610 (283/327 м/ж) человек.
Являлось до 2020 года административным центром Алисовского сельского совета, в который, кроме того, входили сёла
Беспальцево и
Рыжо́во.

## Географическое положение
Село Алисовка находится на одном из отрогов балки Глубокая на которой сделано несколько запруд.
Часть села раньше называлась Красный (укр. Червоный Шпиль).

## История
- 1889 - дата основания.
- При СССР в селе был организован и работал совхоз имени Челюскинцев[1], названный так в 1930-х годах после эпопеи парохода "Челюскин".
- В 1993 году в селе действовали Алисовский сельсовет, совхоз, детский сад, клуб, медпункт, магазины, школа.[1]

## Экономика
- Основное направление в сельском хозяйстве - растениеводство. Животноводство - в приусадебных хозяйствах жителей.

## Культура
- Школа.
- Дом культуры.

## Достопримечательности
- Братская могила советских воинов.

## Известные люди
- Иванова Ирина Владимировна - почетное звание «Мать-героиня».